# 2020年ケベック自由党党首選挙
2020年ケベック自由党党首選挙（2020ねんケベックじゆうとうとうしゅせんきょ）は2020年3月30日から31にかけて行われた、ケベック自由党の後任党首を選ぶ選挙である。この選挙では、2018年にケベック自由党が第2党に終わった後、2018年10月4日に辞任したフィリップ・クイヤールの後任としてドミニク・アングラードが選出された。
この選挙は当初2020年5月30日から31日にかけて行われる予定であったが、新型コロナウイルスのパンデミックのため、選挙は無期限に延期されることとなった。だが、2020年5月11日に対立候補であったアレクサンドル・クッソンが撤退したため、残っていた唯一の候補者であったドミニク・アングラードが満場一致で党首に選出されることとなった。

## 背景
これまで党首を務めていたフィリップ・クイヤールは、2013年の党首選で選出されたのち、2014年のケベック州総選挙での勝利に貢献したが、その後2018年に行われた選挙でケベック自由党は議席を68議席から32議席まで減らし、第2党に後退した。この時の選挙で自由党は得票率を連立政権以来最低の25％まで減らしたため、この責任を取って2018年10月4日に辞任することになった。
その後、10月5日に暫定党首としてピエール・アルカンが任命された。

## 選挙規則及びその手順
2019年5月5日、自由党は党首選挙の規約を変更した。この規約では、党首は委任大会ではなく、党員投票によって決定されることとなった。また、投票ではポイント制を採用し、ケベック州の125選挙区はそれぞれ2000ポイント、青年部には125000ポイントが割り振られ、合計375000ポイントで決められる。候補者が勝利するには、過半数である187501ポイントが必要である。
しかし、2020年3月11日にアレクサンドル・クッソンが党首選から撤退したため、唯一残った候補者であるドミニク・アングラードが党執行委員会から満場一致で選出された。

## 立候補者
- ドミニク・アングラード
- アレクサンドル・クッソン（撤退）